# Анисимов, Андрей Викторович
Андрей Викторович Анисимов (род. 2 августа 1973, Кизляр, Дагестанская ССР, СССР) — советский и российский футболист.

## Карьера
Родился в Кизляре, однако ещё в детстве переехал в Астрахань, занимался в ДЮСШ «Волгарь». 2 августа 1989 году выйдя на замену на 75-й минуте матча провёл первый матч за «Волгарь», за который отыграв почти 20 лет стал легендой клуба, забив 110 голов в чемпионатах СССР и России, 4 в Кубок России, 9 в первенстве ЛФЛ, 2 в Кубке ЮФО и 2 в Кубке России ЛФЛ. После окончания футбольной карьеры работал главным тренером молодёжной команды «Волгарь», 23 декабря 2011 года получил тренерскую категорию «Б»